# Guillaume Moro
Guillaume Moro (21 de noviembre de 1994) es un deportista francés que compite en escalada, especialista en la prueba de velocidad. Ganó una medalla de bronce en el Campeonato Europeo de Escalada de 2022.

## Palmarés internacional
| Campeonato Europeo | Campeonato Europeo | Campeonato Europeo | Campeonato Europeo |
| Año                | Lugar              | Medalla            | Prueba             |
| ------------------ | ------------------ | ------------------ | ------------------ |
| 2022               | Múnich (Alemania)  | Medalla de bronce  | Velocidad          |